# Marc Pomponi Mató (pretor)
Marc Pomponi Mató (llatí: Marcus Pomponius Matho) va ser un magistrat romà. Era probablement fill de Marcus Pomponi Mató, cònsol l'any 231 aC. Formava part de la gens Pompònia, i era de la família dels Mató.
Va ser edil plebeu el 206 aC i va celebrar els jocs plebeus per segona vegada juntament amb el seu col·lega. L'any 205 aC va ser un dels ambaixadors enviats a Delfos per oferir al temple el botí obtingut per la victòria sobre Hanníbal. L'any 204 aC va ser escollit pretor i va rebre la província de Sicília com a govern. Se li va encarregar per part del senat que investigués la denúncia dels habitants de Locres contra Publi Corneli Escipió Africà Major. Mató va seguir com a governador a Sicília el 203 aC i va rebre el comandament de la flota que havia de protegir l'illa, mentre Escipió era enviat a Àfrica.